# Pterapothrechus
Pterapothrechus är ett släkte av insekter. Pterapothrechus ingår i familjen Gryllacrididae.
Kladogram enligt Catalogue of Life:
| Pterapothrechus | \| \| Pterapothrechus beta \| \| \| \| \| \| Pterapothrechus longicornis \| \| \| \| \| \| Pterapothrechus salomonoides \| \| \| \| |
|                 | \| \| Pterapothrechus beta \| \| \| \| \| \| Pterapothrechus longicornis \| \| \| \| \| \| Pterapothrechus salomonoides \| \| \| \| |
|                 | Pterapothrechus beta |
|                 | |
|                 | Pterapothrechus longicornis |
|                 | |
|                 | Pterapothrechus salomonoides |
|                 | |

## Bildgalleri

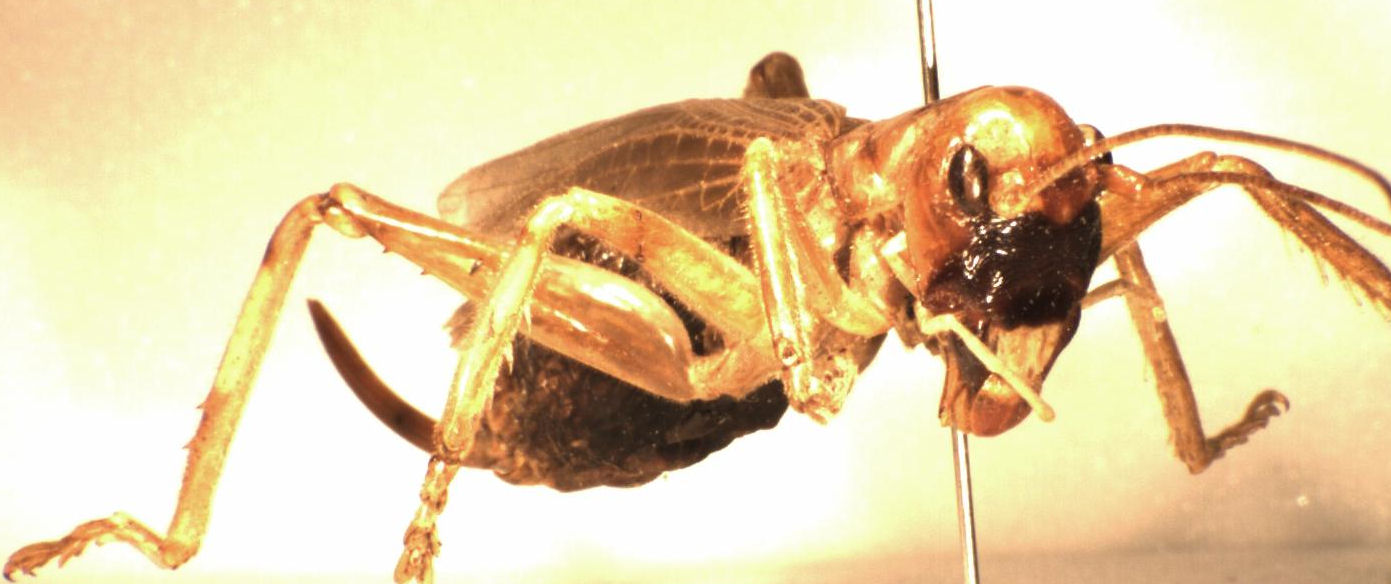